# Cândido de Abreu
Cândido de Abreu è un comune del Brasile nello Stato del Paraná, parte della mesoregione del Norte Central Paranaense e della microregione di Ivaiporã.